# Illinois durant la guerre de Sécession
Pendant toute la durée de la Guerre Civile Américaine, l'État américain de l'Illinois de 1861 à 1865, s'avère être une source principale pour le recrutement des hommes de l'armée de l'Union et en particulier ceux servant sur le théâtre occidental de la guerre.
L’État prouve également durant cette période, sa capacité à fournir du matériel militaire, des vêtements et de la nourriture. Situé à proximité des grandes voies de communication telles que les rivières et les chemins de fer,  l'Illinois devient, au début de la guerre, l'un des principaux points de départ des attaques de Ulysses S. Grant, visant à s'emparer des contrôles du fleuve Mississippi et de la rivière Tennessee. À l'échelle de l'état, le soutien du public pour l'Union est élevé en dépit du sentiment Copperhead.
Cependant, l'ensemble de la population de l'état ne soutient pas la guerre. En fait, plusieurs habitants lancent même des appels à la sécession dans le sud de l'Illinois appelé la Petite Égypte. Les habitants de Marion votent, notamment, en faveur de la sécession avec les États-Unis. Quelques-uns, même, se portent volontaires pour entrer dans l'armée des États confédérés dans le Tennessee. Ainsi, trente-quatre hommes, bien que Frank Metcalf affirme qu'ils sont quarante-cinq, de la Petite Égypte, sont recrutés à Jackson et dans le comté de Williamson, pour rejoindre la compagnie G, « la compagnie de l'Illinois », du 15e Régiment de Volontaires du Tennessee. Ceci peut être attribué aux liens culturels et économiques étroits existant entre le sud de l'État et les États du sud dont les habitants ont migré à plusieurs reprises. 
Cependant, le mouvement en faveur de la sécession fait rapidement long feu après le blocage de la proposition au Congrès. Dix-huit comtés du sud de l'Illinois forment le district démocrate de John A. Logan au congrès. Les rumeurs abondent au début de 1861 selon lesquelles il va organiser ses partisans et se joindre à la Confédération. En fait, après avoir supprimé les éléments pro-confédérés, il organise ses partisans pour se battre pour l'Union. Lincoln le fait général, et Logan joue un rôle important sous les ordres des généraux Grant et Sherman. Ses hommes partent, ainsi à la guerre en tant que démocrates et reviennent chez eux en tant que républicains. Logan aide à fonder l'association de vétérans de la grande armée de la République. Il devient élu républicain au Sénat des États-Unis  et le vice-candidat républicain à la présidentielle de 1884,. 
Par précaution, des troupes de l'Union restent dans la Petite Égypte pendant le reste de la guerre. A raison, car le sentiment sudiste et confédéré va rester vivant avec la croissance du mouvement politique Copperhead et sa progression vers le Nord. L'Illinois contribue avec 250 000 soldats dans l'armée de l'Union, se classant ainsi, au quatrième rang en termes de main-d'œuvre totale en service dans les rangs fédéraux. Les troupes de l'Illinois combattent principalement sur le théâtre occidental, bien que certains régiments jouent un rôle important dans les états côtiers du pays, notamment dans l'armée du Potomac. Plusieurs milliers de soldats de l'Illinois sont tués ou meurent de leurs blessures au cours de la guerre, et un certain nombre de cimetières vont être créés dans l’État pour accueillir leurs dépouilles.
Outre le président Abraham Lincoln, un certain nombre d'autres hommes de l'Illinois sont devenus importants dans l'armée ou dans la vie politique des États-Unis dont Ulysses S. Grant (un résident lorsque la guerre commence), John M. Schofield et John A. Logan. Aucune grande bataille n'a été livrée dans l'État, bien que plusieurs villes fluviales soient devenues des sites importants de dépôts d'approvisionnement et de chantiers navals fluviaux (brownwater). Plusieurs camps de prisonniers de guerre et prisons parsèment l'État après 1863, accueillant des milliers de soldats confédérés prisonniers.

## Histoire

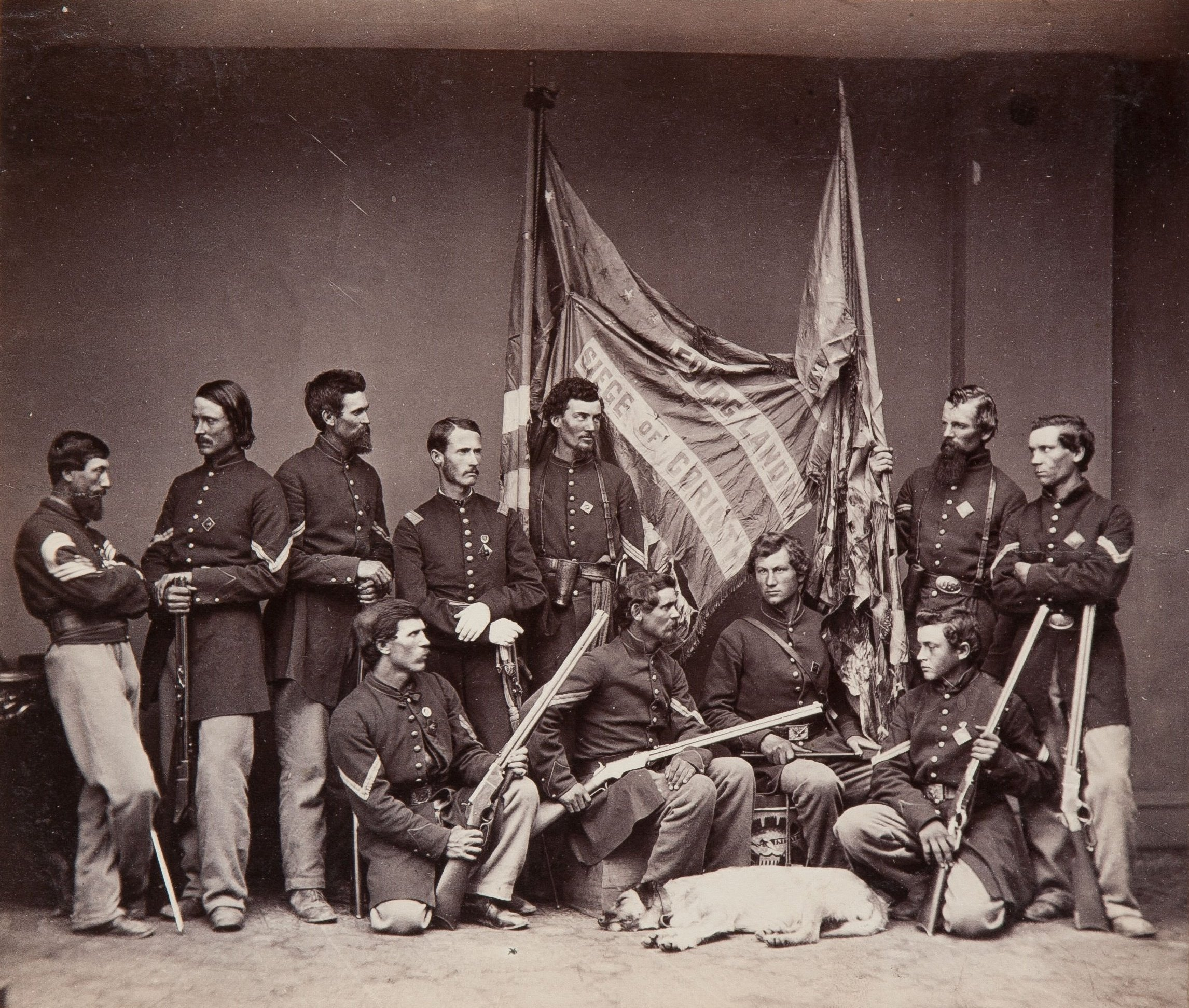
Les porte drapeaux du 7th IVI

Pendant la guerre de Sécession, 256 297 Illinoisans servent dans l'armée de l'Union, c'est plus que tout autre état du nord à l'exception des états de New York, de la Pennsylvanie et de l'Ohio. Initiée par le premier appel du présidant Lincoln, résident de l'Illinois, la mobilisation va se poursuivre tout au long de la guerre. L'état rassemble, très tôt, 150 régiments d'infanterie, numérotés du 7e au 156e régiment d'infanterie de l'Illinois. Dix-sept régiments de cavalerie sont également levés, ainsi que deux régiments d'artillerie légère. En raison des rassemblements enthousiastes lors du recrutement et la réponse élevée aux appels de volontaires, la conscription est peu utilisée à Chicago et dans ses environs. Elle le sera, en revanche, dans d'autres parties de l’état, au fur et à mesure de la durée du conflit, pour remplir le quota d'hommes des divers régiments de l'Illinois. 
Le camp Douglas - situé près de Chicago - et le camp Butler - situé près de Springfield - sont les deux principaux camps affectés à l'entrainement de ces troupes fraichement créées. Ces deux camps comme celui situé à Rock Island  servent également de camps de prisonniers de guerre confédérés dans lesquels plusieurs milliers d'entre-eux mourront en captivité et seront inhumés dans des cimetières aux alentours.
Il n'y a aucune bataille durant de la guerre de Sécession sur le sol de l'Illinois, mais la ville de Cairo, à la jonction de la rivière Ohio et du fleuve Mississippi, devient une importante base d'approvisionnement de l'Union, protégée par le Camp Defiance. D'autres grands dépôts d'approvisionnement sont situés à Mound City et le long de la rivière Ohio à fort Anderson à Paducah, dans le Kentucky, le long de vastes installations dédiées aux canonnières de la marine des États-Unis et aux flottes fluviales réquisitionnées. L'une de ces installations prend part à la bataille de Lucas Bend. Parmi les  principaux généraux ayant des liens avec l'Illinois, nous retrouvons Ulysses S. Grant, John Buford, John Pope, John M. Schofield, John A. Logan, John A. McClernand, Benjamin Prentiss et Stephen Hurlbut. Le brigadier-général Elon J. Farnsworth, qui commence sa carrière dans le 8e régiment de Cavalerie de l'Illinois, meurt lors de la bataille de Gettysburg. Le président Lincoln restera domicilié à Springfield, dans l'Illinois, où il est inhumé. Plus de 100 soldats issus des unités de l'Illinois recevront la Médaille d'Honneur pendant le conflit.

## Soutien au combat intérieur de l'Union
La municipalité de Chicago et les associations caritatives donnent un soutien généreux aux soldats durant la guerre.
Le compositeur et éditeur de musique George Frederick Racine acquiert renommée et fortune grâce à un certain nombre de chansons de guerre populaires, dont The Battle Cry of Freedom. Deux femmes installées à Chicago, Marie Livermore et Jane Hoge, organisent quelques grandes expositions et des foires sanitaires du nord-ouest où les fonds provenant de la vente de dons en soutien à la guerre, seront plus tard utilisés pour l'achat de matériels médicaux à destination des soldats. Leurs activités contribuent à déclencher le mouvement de défense des droits des femmes de l'Illinois après la guerre. Mary Ann Bickerdyke, une résidente de Galesburg, est une infirmière très remarquée au sein des armées occidentales.
Les travailleurs dans diverses usines et fabriques, ainsi que le port et les enclos à bestiaux, permettent de fournir une source stable de matériel, de nourriture et de vêtements pour les troupes de l'Illinois et l'armée de l'Union. Les ouvriers de la fonderie de Mound City convertissent les bateaux fluviaux à vapeur en canonnières blindées au service du gouvernement fédéral. Avec les traditionnels marchés du Sud interrompus par la guerre, le port de Chicago augmente en influence alors que l'Illinois élargit le commerce avec la région des Grands Lacs. Les abattoirs accroissent leur capital au cours de la guerre qui est réinvesti en 1865, alors que la guerre se termine, pour créer l'Union Stock Yards de la ville du Nord.

## Politique de guerre
Lors de l'élection présidentielle de 1860, deux hommes de l'Illinois sont parmi les quatre principaux candidats. L'Illinois votent en faveur du résident de Springfield, Abraham Lincoln (172 171 voix soit 50,7 % des suffrages exprimés) contre celui de Chicago Stephen Douglas (160 215 voix ; 47,2 %). Avec des conséquences mineures à l'échelle de l'état, les résultats pour les candidats du Sud sont pour John C. Breckinridge (2 331 voix ; 0,7 %) et pour John Bell (4 914 voix ; 1,5 %).
Tout au long de la guerre, la politique de l'Illinois est dominée par les républicains, sous la direction énergique du gouverneur Richard Yates et des sénateurs Lyman Trumbull et Orville H. Browning. Les démocrates marquent des points importants lors de l'élection de 1862 en qualifiant le plan d'émancipation de Lincoln de danger pour les États-Unis, car il apporterait la libération de milliers d'esclaves. En conséquence, les démocrates obtiennent la majorité à l'assemblée et, en 1863, le siège de Browning au Sénat, anciennement détenu par Douglas avant la guerre, est occupé par le démocrate nouvellement élu William Alexander Richardson. 
Lors de l'élection présidentielle de 1864, les résidents de l'Illinois soutiennent la réélection du président Lincoln, lui donnant 189 512 voix soit 54,4 % du total contre 158 724 voix pour le général George McClellan soit 45,6 % des votants. Moins d'un an après sa réélection à la présidence des États-Unis, Lincoln est assassiné et sera inhumé à Springfield.

## Soutien au combat intérieur confédéré

### Copperheads
Les opinions des opposants démocrates ou «Copperheads», remplissent les colonnes du Chicago Times, l'organe de presse du parti démocrate. C'est la critique la plus virulente à l'égard de la nation et à l'encontre de Lincoln et de sa volonté d'émancipation. À un moment, au début de la campagne de Gettysburg, en juin 1863, les troupes de l'Union ferment le journal manu militari. Il sera rouvert sur ordre de Lincoln lorsque la foule de démocrates menacera de détruire le journal républicain rival le "Chicago Tribune".
Barry montre que Amos Green (1826-1911) de Paris, dans l'Illinois, est un avocat de premier plan et un démocrate pacifique (Copperhead). Green perçoit la guerre comme injuste et Lincoln comme un despote qui doit être arrêté. Il écrit des dénonciations calomnieuses à l'encontre de l'administration dans les journaux locaux. Il est arrêté pour sédition en 1862. Après sa libération, en août 1862, il devient le grand commandeur de l'ordre secret des chevaliers américains dans l'Illinois, qui combat les restrictions des libertés civiles. Il est également appelé les chevaliers du cercle d'or et, plus tard, les fils de la liberté. Green est financé par le gouvernement de la Confédération pour organiser des émeutes lors de la convention nationale démocrate en 1864. Bien que les émeutes ne se soient jamais concrétisées, il continue à faire des discours antigouvernementaux jusqu'à ce qu'il soit de nouveau arrêté en novembre 1864. Après cette arrestation, il accepte de témoigner pour le gouvernement sur les activités des chevaliers ; son témoignage implique d'autres personnes, mais ignore sa propre implication dans les intrigues antigouvernementales.

## Dirigeants célèbres de l'Illinois

Pres. Abraham Lincoln
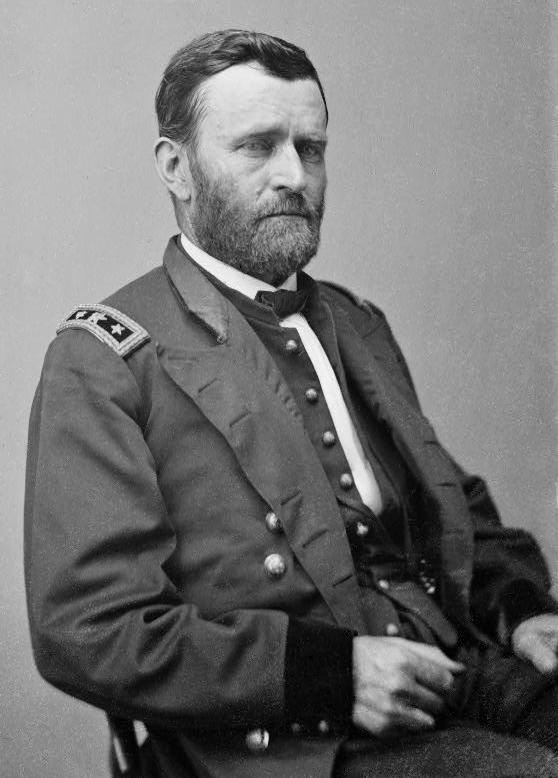
Lt. Gen. Ulysses S. Grant
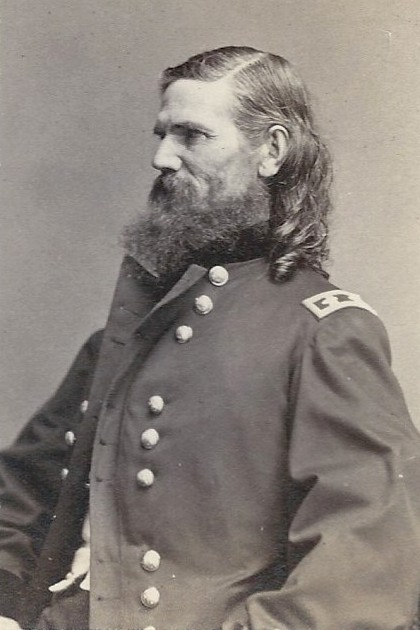
Bvt. Maj. Gen Elias Smith Dennis
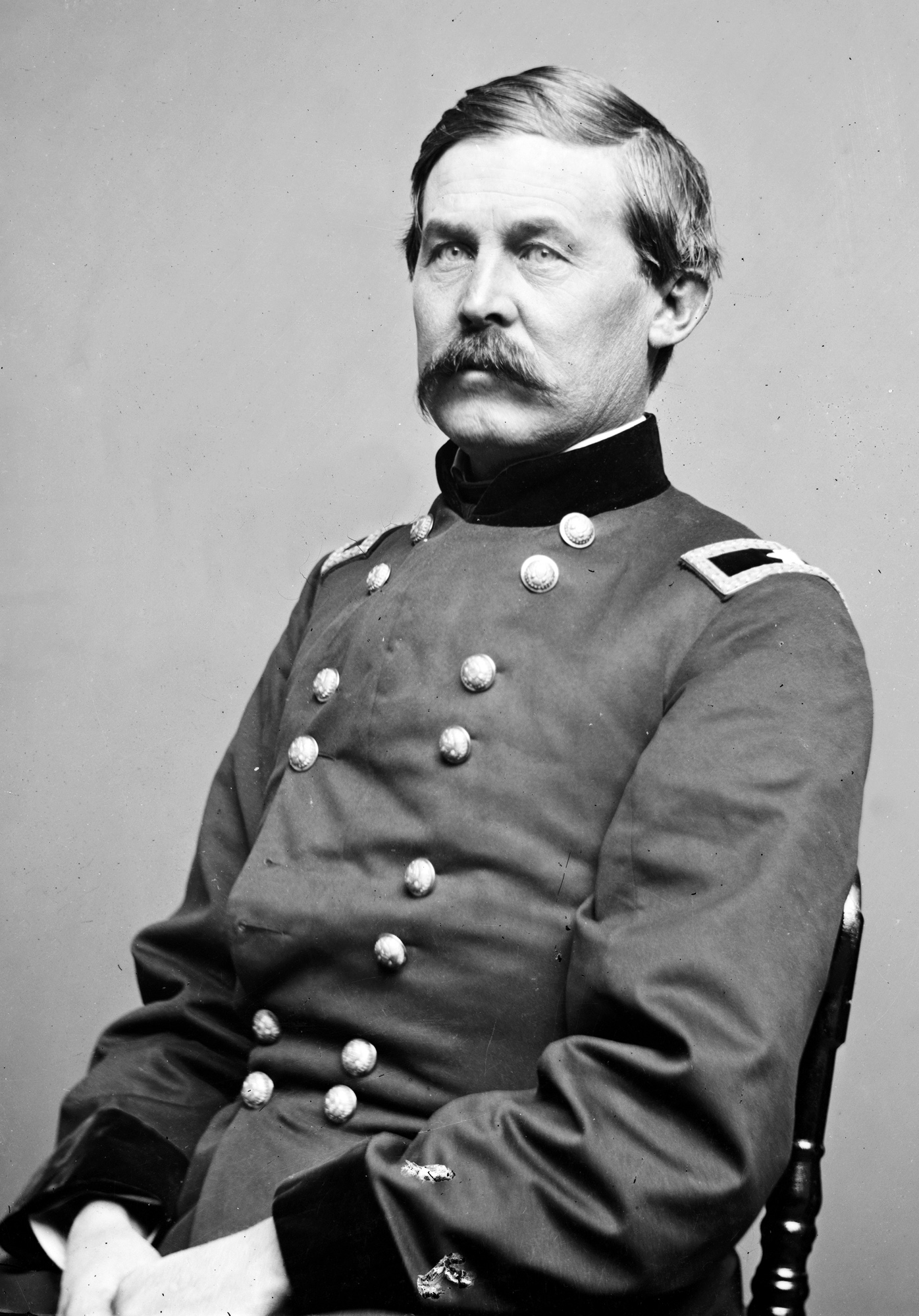
Maj. Gen. John Buford
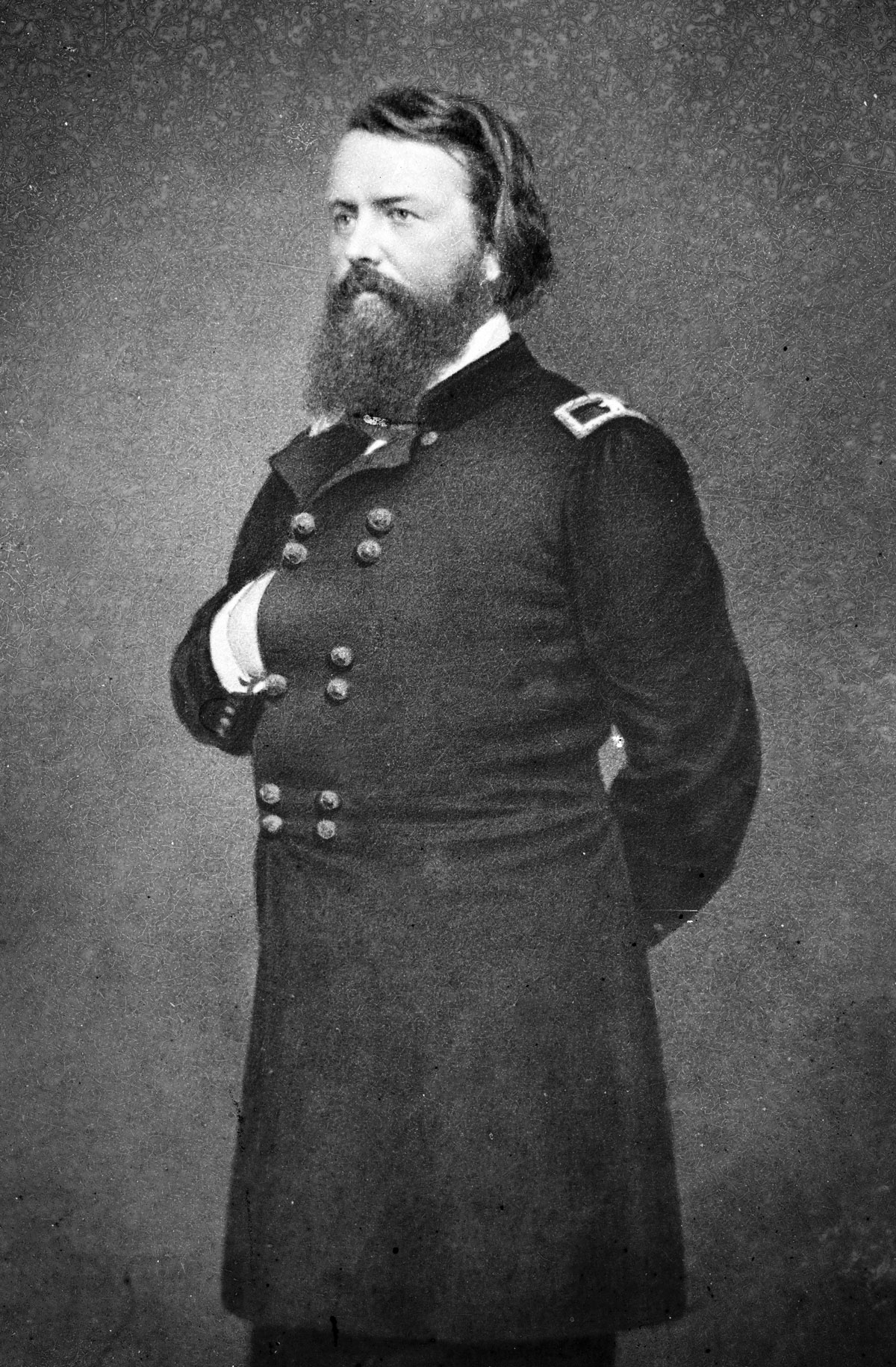
Maj. Gen. John Pope
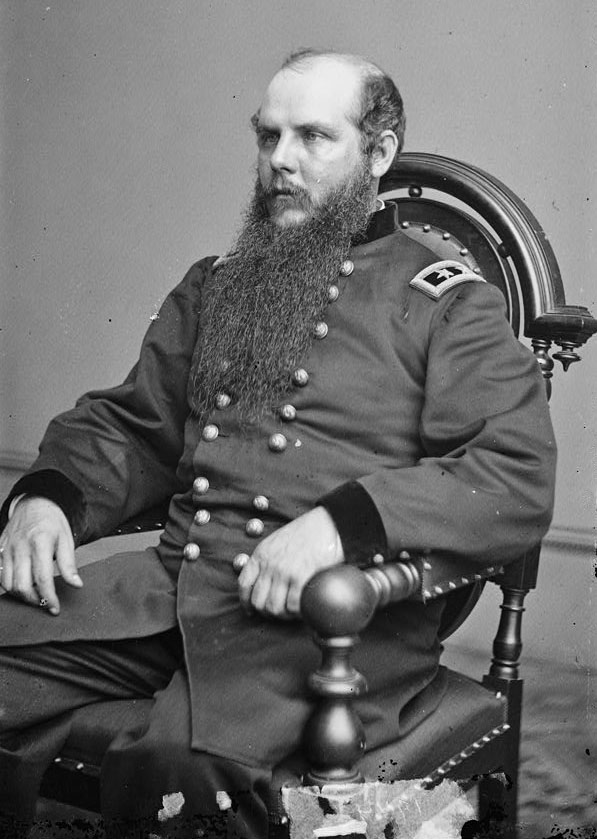
Maj. Gen. John M. Schofield
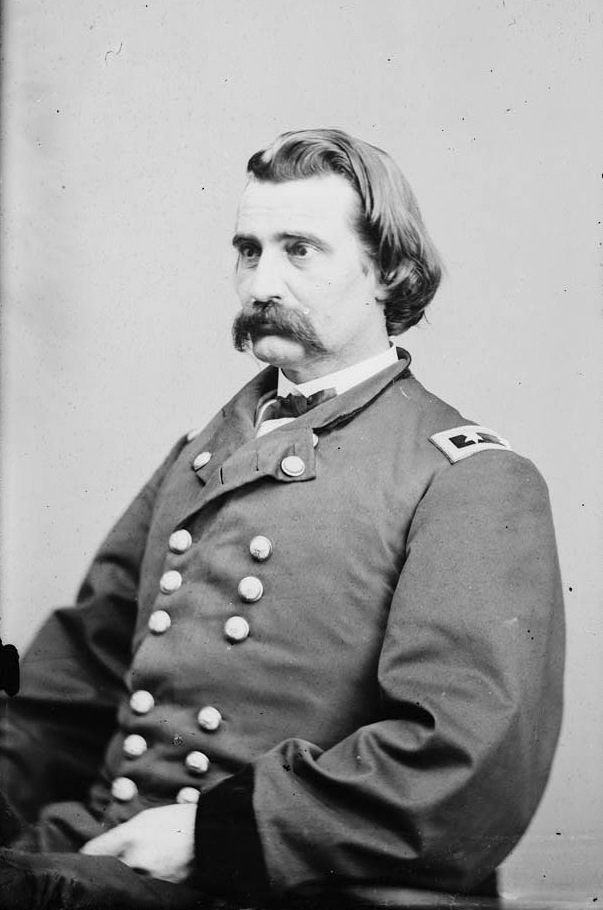
Maj. Gen. John A. Logan
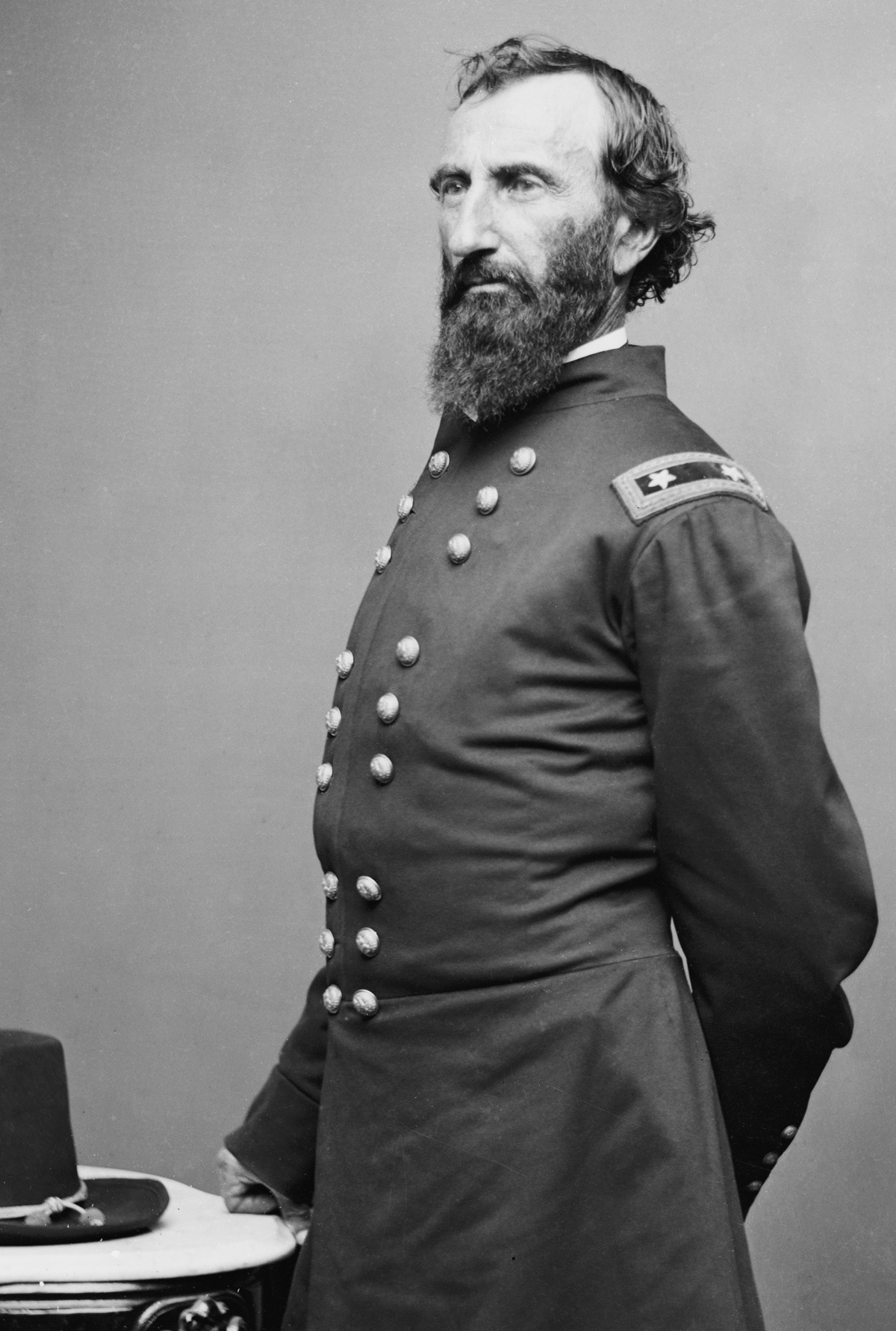
Maj. Gen. John A. McClernand
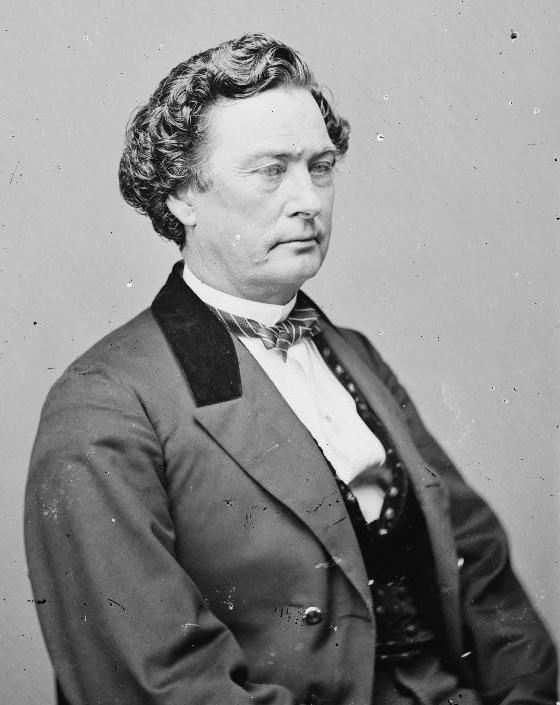
Gov. Richard Yates
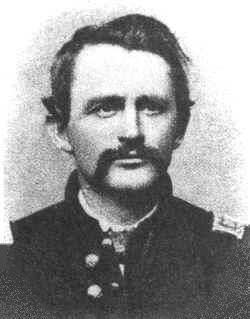
Brig. Gen. Elon J. Farnsworth
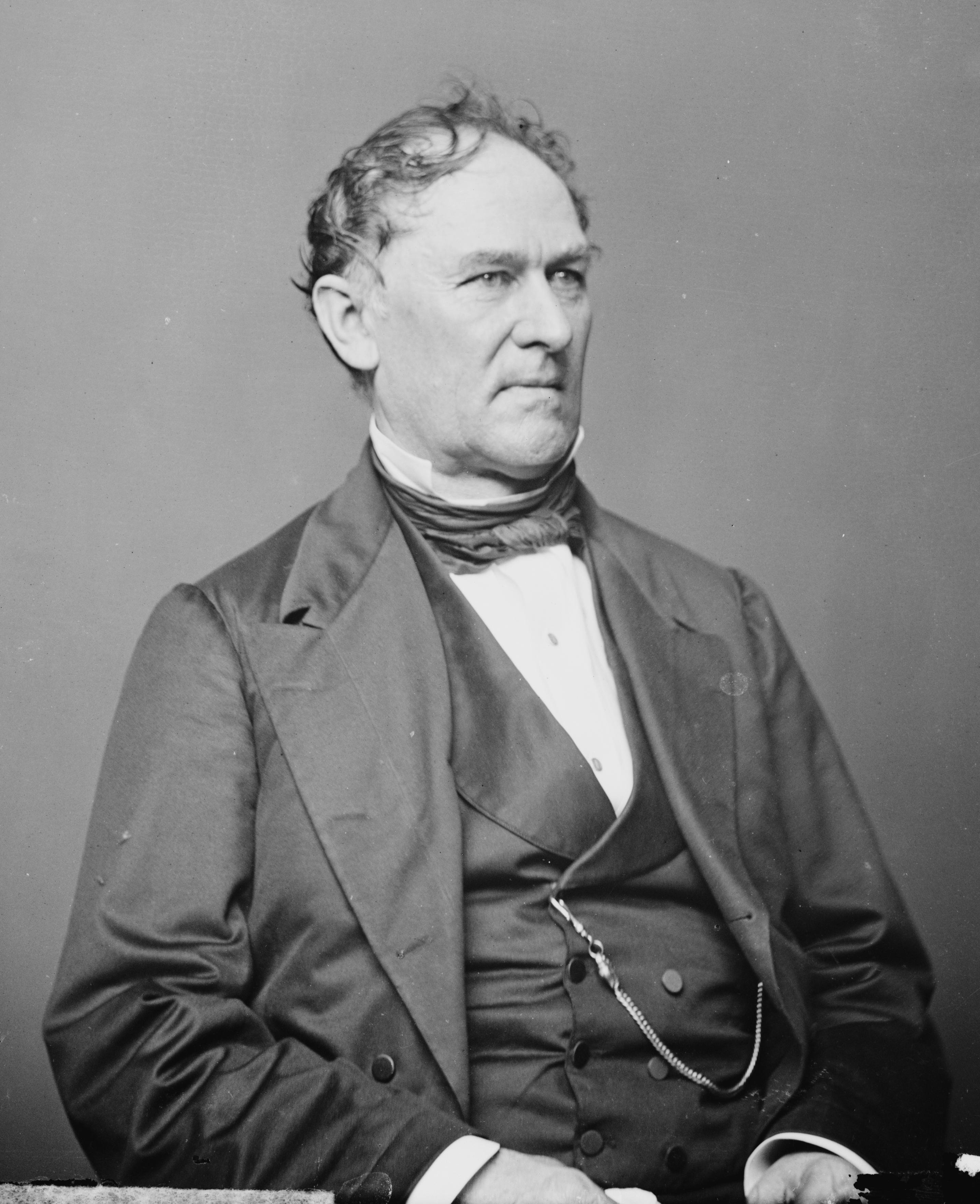
Sen. Orville H. Browning
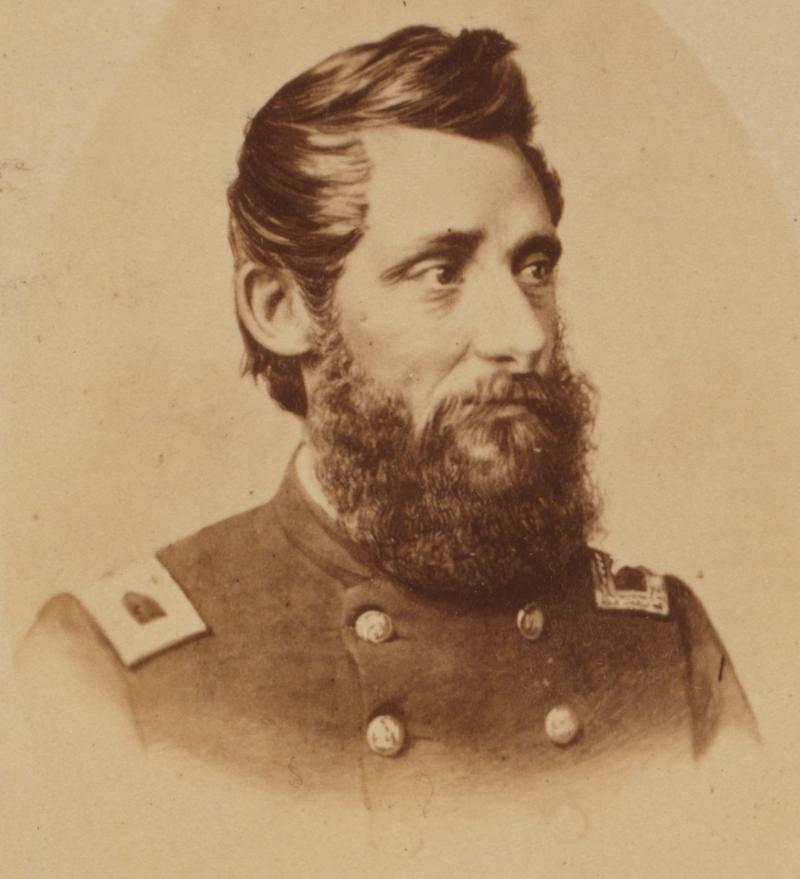
Maj. Gen. Benjamin Grierson
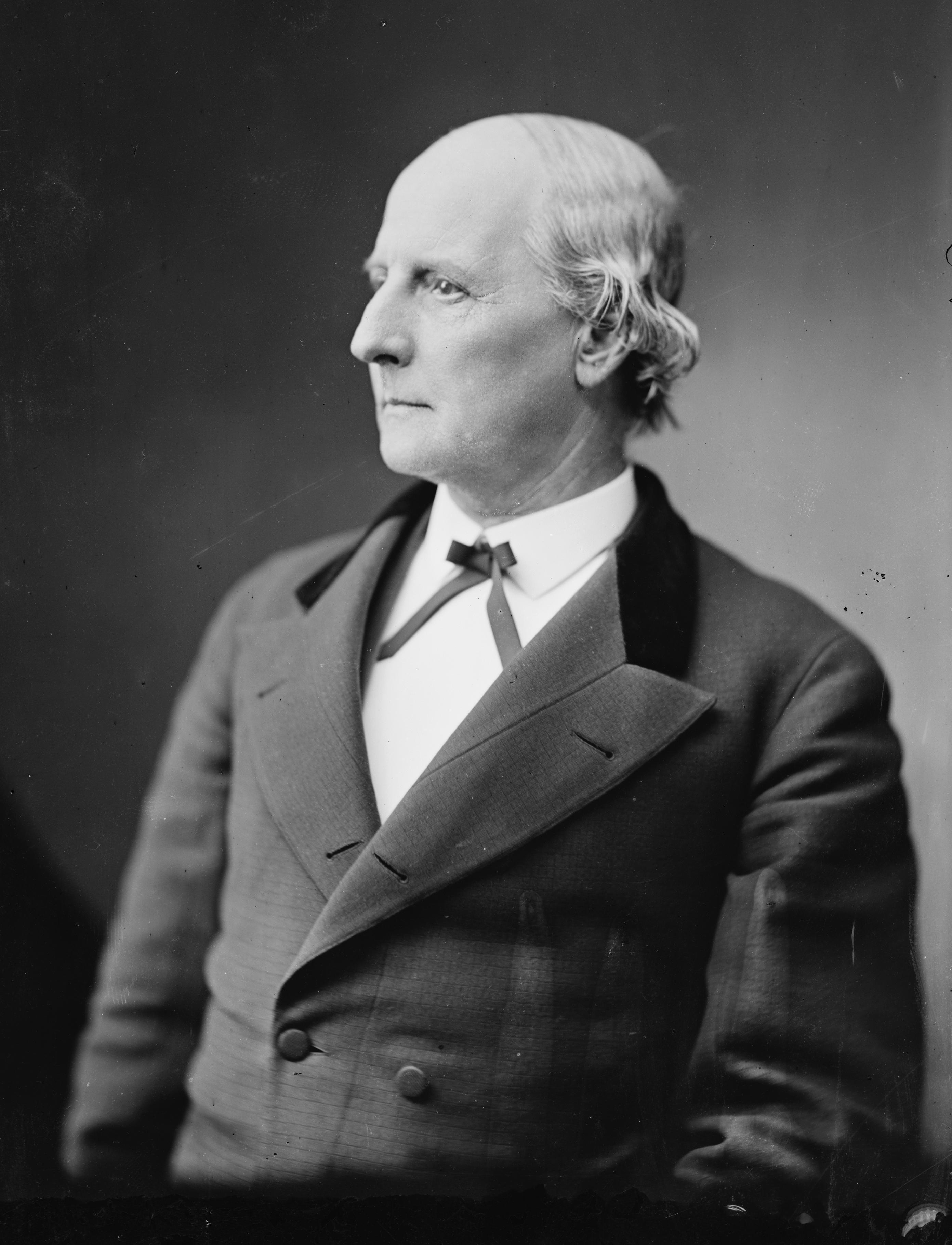
Maj. Gen. Stephen A. Hurlbut
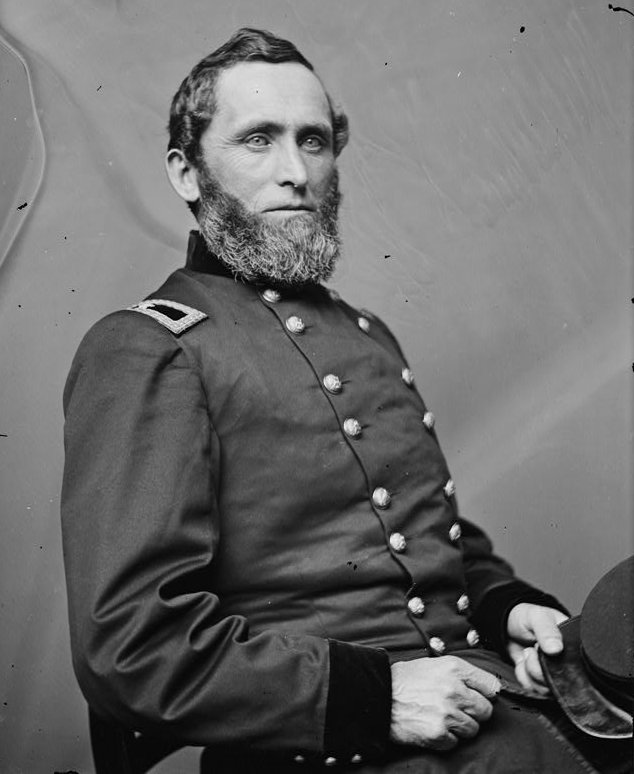
Maj. Gen. Benjamin Prentiss
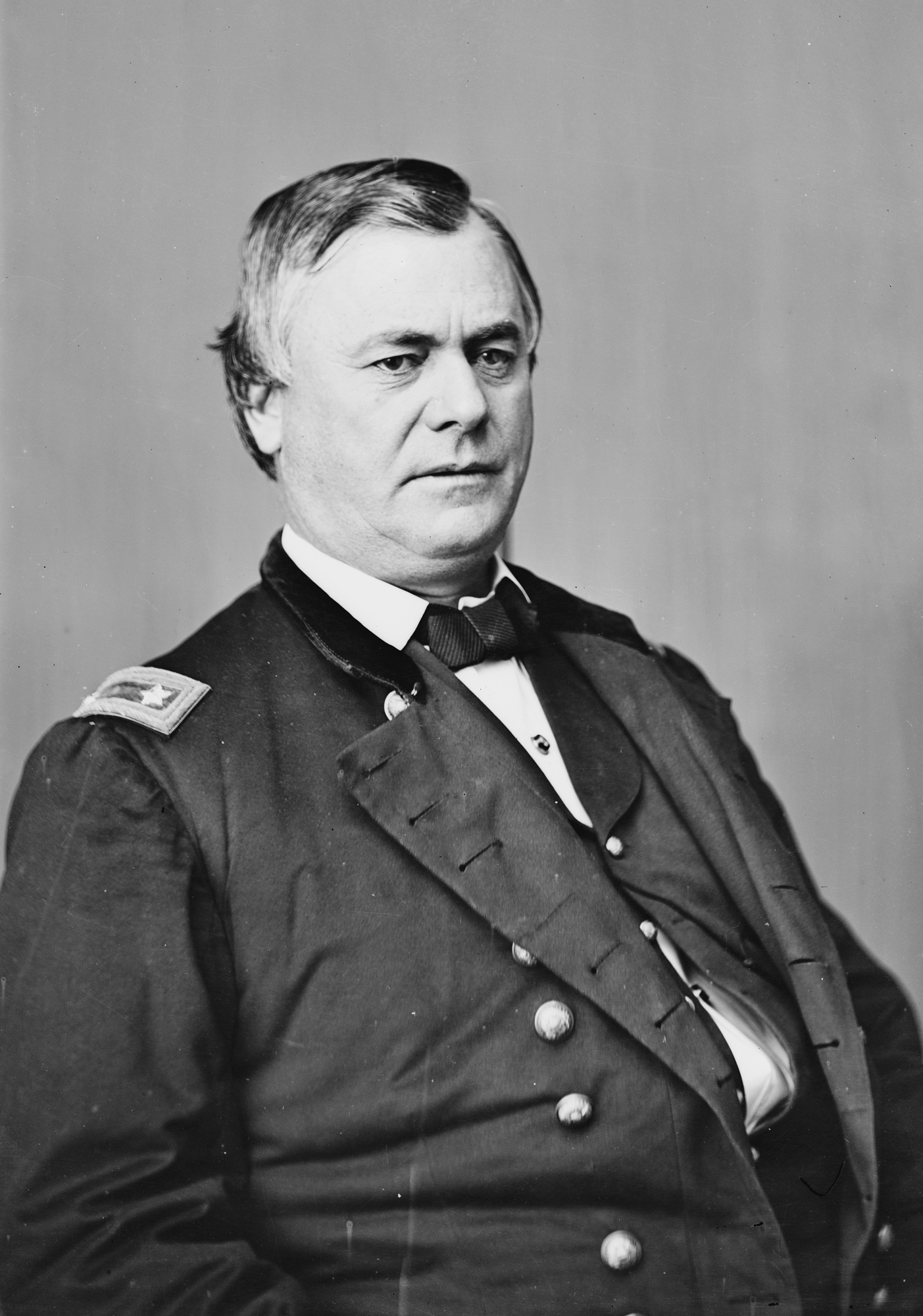
Maj. Gen. Richard J. Oglesby
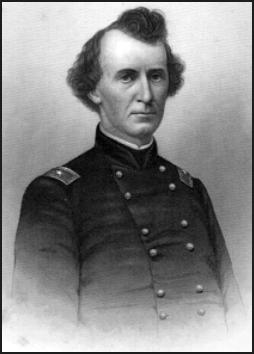
Brig. Gen. W.H.L. Wallace

Parmi les nombreux généraux de l'Illinois qui ont pris de l'importance après-guerre, nous avons Green B. Raum - devenu un membre du congrès américain et commissaire de l'Internal Revenue Service - puis James L. Alcorn, devenu sénateur des États-Unis et gouverneur du Mississippi. Tous les deux sont nés près de Golconda. Natif de Galena, John Aaron Rawlins, confident de longue date d'U.S. Grant, devient secrétaire américain à la guerre sous l'administration de Grant. John M. Palmer,  résident de Carlinville, devient gouverneur de l'Illinois après guerre et candidat à la présidentielle du parti national démocrate lors des élections de 1896.
Edward S. Salomon, un immigrant en provenance d'Europe, est nommé par le président Grant en tant que gouverneur du territoire de Washington. William P. Carlin de Carrollton commande plusieurs avant-postes notamment dans le Montana et devient général dans l'armée américaine après-guerre.
Un certain nombre de soldats de régiments de l'Illinois deviendront gouverneur d'états des États-Unis. Parmi eux, John Marshall, Hamilton, futur gouverneur de l'Illinois ; Albinus Nance, futur gouverneur du Nebraska ; John St. John, futur gouverneur du Kansas ; et Samuel Rinnah Van Sant, futur gouverneur du Minnesota.